# Avenida Miguel Grau (Iquitos)
La avenida Miguel Grau o avenida Grau es una avenida que se encuentra en el centro de la ciudad de Iquitos, conecta el norte y el sur de dicha ciudad. Es considerada la segunda calle más importante en el centro después del jirón Próspero en el centro de la ciudad. Nace al final de la calle Tacna después de pasar la Plaza 28 de Julio y termina su recorrido en la Avenida José Abelardo Quiñones tomando como punto de separación la Plaza Francisco Bolognesi cerca del Cerro Palmeras.

## Origen del nombre
El nombre proviene en honor al marino y héroe máximo del Perú, Miguel Grau quien se inmoló en el monitor Huáscar durante el combate naval de Angamos de 1879 para evitar la captura de la corbeta Unión por parte de la Armada de Chile en plena Guerra del Pacífico.